# 2616 Lesya
A 2616 Lesya (ideiglenes jelöléssel 1970 QV) a Naprendszer kisbolygóövében található aszteroida. Tamara Mihajlovna Szmirnova fedezte fel 1970. augusztus 28-án.